# Avril 1916

## Événements
- Avril - mai[1] : répression de la révolte des Bobo contre l'administration française au Mali.
- Création de L’Ancre rouge, un journal de tranchées français édité sur le front.
- 1er avril :
  - Rodin fait don à l’État de l’ensemble de son œuvre.
  - Bulgarie : adoption officielle du calendrier grégorien[2].
- 8 avril
  - (AOF) : victoire française sur la rébellion touarègue à la bataille de Filingué.
  - Norvège : les femmes obtiennent le droit de vote[2].
- 9 avril : échec de l’offensive générale allemande sur le front de Verdun.
- 11 avril : arrivée à Marseille, où elle reçoit un accueil triomphal, de la 1re brigade russe (2 régiments) partie de Moscou par le transsibérien le 13 février, via la Mandchourie, où elle a embarqué sur des navires français.
- 18 avril :
  - Sous la direction du général Tombeur, des colonels Olsen, Molitor et Thomas, les troupes du Congo belge répliquent pour la première fois aux agressions des troupes coloniales allemandes[3]. Les troupes belgo-congolaise utilisent des hydravions sur le lac Tanganyika.
  - Nouveau conflit diplomatique entre les États-Unis et l’Allemagne à la suite du torpillage du Sussex.
- 24 avril : insurrection de Pâques 1916 à Dublin menée par les « volontaires irlandais », « l’armée des citoyens » et le mouvement Fianna Fail sur l’initiative de l’Irish Republican Brotherhood : occupation d’édifices publics, établissement d’un gouvernement provisoire et proclamation de la République irlandaise.
  - Pâques sanglantes : répression de l’insurrection de Dublin par l’armée britannique (60 mort parmi les républicains et plus de 200 victimes civiles).
- 24 - 30 avril, Russie : conférence socialiste pacifiste de Kienthal.
- 27 avril : une loi crée la qualification de « mort pour la France ». Cette mention est une récompense morale visant à honorer le sacrifice des combattants morts en service commandé et des victimes civiles de la guerre.
- 29 avril :
  - reddition sans condition des insurgés nationalistes irlandais. Exécutions de 15 meneurs.
  - les troupes britanniques capitulent à Kut-el-Amara devant l'armée turque de Khalil Pacha[2].

## Naissances
- 4 avril : Robert Charpentier, coureur cycliste français († 29 octobre 1966).
- 5 avril : Gregory Peck, acteur américain († 12 juin 2003).
- 5 avril : Jean Trescases, militaire français († 21 novembre 1951)
- 12 avril : Beverly Cleary, bibliothécaire pour enfants, auteur de livres pour enfants († 25 mars 2021).
- 17 avril : Sirimavo Bandaranaike femme politique, ancien ministre sri lankaise († le 10 octobre 2000).
- 22 avril : Yehudi Menuhin, violoniste américain († 12 mars 1999).
- 23 avril : Yiánnis Móralis, peintre grec († 20 décembre 2009).

## Décès
- 21 avril : Georges Boillot, coureur automobile.